# گوشه (اراک)
گوشه (خنداب)، روستایی از توابع بخش قره چای شهر جاورسیان در استان مرکزی ایران است.

## جمعیت
این روستا در دهستان شمس‌آباد (اراک) قرار دارد و براساس سرشماری مرکز آمار ایران در سال ۱۳۸۵، جمعیت آن ۲۹۵ نفر (۷۶خانوار) بوده‌است.